# 山田慶児
山田 慶児（山田 慶兒、やまだ けいじ、1932年3月7日 - ）は、日本の科学史家。専門は東アジア科学史。京都大学名誉教授、国際日本文化研究センター名誉教授。

## 経歴
1932年、福岡県で生まれた。京都大学理学部宇宙物理学科で学び、1955年に卒業。京都大学大学院文学研究科に進学し、西洋史学を専攻。1959年に修士課程を修了した。
同1959年10月、京都大学人文科学研究所助手に採用された。1966年4月、同志社大学工学部助教授に就いた。1970年5月、京都大学人文科学研究所助教授に就任。1978年4月に同研究所教授昇格。1989年3月に京都大学を退官し、4月より国際日本文化研究センター教授となった。1995年2月、京都大学名誉教授となった。1997年3月、国際日本文化研究センターを退任して名誉教授。龍谷大学客員教授も務め、古典籍デジタルアーカイブにも参加していた。

## 受賞・栄典
- 1988年：『黒い言葉の空間』で大佛次郎賞を受賞。

## 研究内容・業績
専門は科学史。科学技術の発展と自然哲学に関する著作が多く、その著作は『山田慶兒著作集』(全8巻)にまとめられている。学問と思索については『わたしはどんな学問をしてきたか』がある。

## 著書

### 単著
- 『未来への問い 中国の試み』筑摩書房 1968
- 『混沌の海へ 中国的思考の構造』筑摩書房 1975
  - 朝日選書 1982、オンデマンド版2005
- 『朱子の自然学』岩波書店、1978
- 『授時暦の道 中国中世の科学と国家』みすず書房 1980
- 『科学と技術の近代』朝日選書 1982
- 『黒い言葉の空間 三浦梅園の自然哲学』[3]中央公論社 1988
- 『夜鳴く鳥 医学・呪術・伝説』岩波書店 1990
- 『制作する行為としての技術』朝日新聞社 1991
- 『中国医学の思想的風土』潮出版社 1995
- 『本草と夢と錬金術と 物質的想像力の現象学』朝日新聞社 1997
- 『西洋近代科学と東洋の方法』作陽ブックレット・れんが書房新社 1999
- 『中国医学の起源』岩波書店 1999
- 『中国医学はいかにつくられたか』岩波新書 1999
- 『気の自然像』岩波書店 2002
- 『日本の科学 近代への道しるべ』藤原書店 2017

### 著作集
- 『山田慶兒著作集』[4]全8巻、臨川書店 2021-2025

1. 第一巻 自然哲学Ⅰ
2. 第二巻 自然哲学Ⅱ
3. 第三巻 天文暦学・宇宙論
4. 第四巻 中国医学思想Ⅰ
5. 第五巻 中国医学思想Ⅱ
6. 第六巻 科学論 近世篇
7. 第七巻 科学論（近代篇）／欧文
8. 第八巻 補遺・講演録

### 編集グループSURE
- 『中国の医術を通して見えてきたもの：天文学から『夜鳴く鳥』へ』鶴見俊輔（編集グループSURE）
- 『ダンテは世界をどう描いたか：新訳「神曲地獄篇」と、その解説』（編集グループSURE）
- 『技術からみた人類の歴史』編集グループSURE 2010
- 『海路としての〈尖閣諸島〉：航海技術史上の洋上風景』編集グループSURE 2013
- 『ぼくの戦争』編集グループSURE 2017
- 『わたしはどんな学問をしてきたか』編集グループSURE 2018

### 共著
- 『歳時記考』長田弘・鶴見俊輔・なだいなだ共著、潮出版社 1980／岩波同時代ライブラリー 1997
- 『むかし琵琶湖で鯨が捕れた』河合隼雄・中西進共著、潮出版社 1991
- 『洛中巻談』河合隼雄・杉本秀太郎・山折哲雄共著、潮出版社 1994
- 『先端科学の現在：大腸菌から宇宙まで』河合隼雄/杉本秀太郎/山折哲雄共著、潮出版社 1998

### 編著
- 『中国革命　現代革命の思想 3』筑摩書房 1970
- 『人間学への試み』（座談会）筑摩書房 1973
  - 改題『学問の地図 人間学への試み』朝日選書 1979
- 『三浦梅園　日本の名著 20』中央公論社 1982／中公バックス 1984
- 『物のイメージ・本草と博物学への招待』朝日新聞社 1994
- 『東アジアの本草と博物学の世界』上・下、思文閣出版 1995

### 共編著
- 『中国の科学と科学者』京都大学人文科学研究所 1978
- 『人文学のアナトミー：現代日本における学問の可能性』阪上孝共編、岩波書店 1995
- 『歴史の中の病と医学』栗山茂久共編、思文閣出版 1997
- 『中国古代科学史論』京都大学人文科学研究所 1989

### 訳書
- 銭学森『技術科学論』 法律文化社 1967
- ガリレオ・ガリレイ『偽金鑑識官』 谷泰共訳、「世界の名著 ガリレオ」中央公論社 1971、普及版・中公バックス 1979
  - 改訂版 中公クラシックス 2009[5]
- ジョゼフ・ニーダム『東と西の学者と工匠 中国科学技術史講演集』上・下、牛山輝代編訳、竹内廸也・内藤陽哉共訳 河出書房新社 1974‐77
  - 改訂版『ニーダム・コレクション』ちくま学芸文庫 2009
- ガリレオ『星界の報告、太陽黒点にかんする第二書簡』 谷泰共訳、岩波文庫 1976
- 『技術の歴史11 20世紀 その1』T．I．ウイリアムズ（英語版）編、筑摩書房 1981
- 『中国古代度量衡図集』中国国家計量総局主編、浅原達郎共訳、みすず書房 1985
- 『科学の前哨 第二次大戦下の中国の科学者たち』ジョゼフ・ニーダム, ドロシー・ニーダム（英語版）共編、牛山輝代共訳、平凡社 1986
- 『復元水運儀象台 十一世紀中国の天文観測時計塔』土屋栄夫共編訳、新曜社 1997
- ベルトラン・ジル『ルネサンスの工学者たち レオナルド・ダ・ヴィンチの方法試論』以文社 2005
- アンドレ＝ジョルジュ・オドリクール『作ること使うこと 生活技術の歴史・民族学的研究』藤原書店 2019